# Galaxy Science Fiction
Galaxy Science Fiction – amerykańskie czasopismo science fiction wydawane w latach 1950-1980. Zostało założona przez francusko-włoską firmę World Editions, która w tym czasie próbowała wejść na amerykański rynek. Redaktorem naczelnym został H.L. Gold, dzięki któremu Galaxy szybko stało się czołowym czasopismem fantastycznonaukowym swoich czasów, skupiając się na opowiadaniach o tematyce społecznej, a nie technologicznej. W 2017 wszystkie artykuły zostały udostępnione za darmo w sieci.
W trakcie swojej kadencji Gold opublikował wiele istotnych opowiadań, w tym tekst The Fireman Raya Bradbury’ego, który później został rozbudowany jako Fahrenheit 451'. Poza tym na łamach magazynu pojawili się Władcy marionetek Roberta A. Heinlein oraz Człowiek do przeróbki Alfreda Bestera. W 1952 roku magazyn został zakupiony przez Roberta Guinna. W późnych latach 50. Frederik Pohl pomagał Goldowi w większości aspektów produkcji  czasopisma. Gdy Gold podupadł na zdrowiu pod koniec 1961 Pohl przejął stanowisko redaktora naczelnego, choć już od dłuższego czasu zajmował się większością produkcji.
Po przejęciu władzy przez Pohla sukces czasopisma trwał nadal. Naczelny publikował twórczość takich autorów jak Cordwainer Smith, Jack Vance, Harlan Ellison i Robert Silverberg. Pohl nigdy jednak nie wygrał nagrody Hugo za zarządzanie tym pismem, za to zdobywając tę nagrodę trzykrotnie za prowadzenie siostrzanego magazynu, If. W 1969 Guinn sprzedał Galaxy firmie Universal Publishing and Distribution Corporation (UPD). Pohl zrezygnował ze stanowiska, które zajął Ejler Jakobsson. Za jego panowania magazyn stracił na jakości, którą odzyskał w trakcie rządów Jamesa Baena, który przejął kontrolę nad Galaxy w 1974. Gdy jednak wyjechał w 1977 stan czasopisma znów się pogorszył i zaczęły pojawiać się problemy finansowe: pisarze nie otrzymywali wynagrodzenia na czas, pojawiły się problemy z harmonogramem. Pod koniec lat siedemdziesiątych tytuł został sprzedany wydawcy Galileo, Vincentowi McCaffreyowi, który wydał tylko jeden numer w 1980. W 1994 Galaxy przebudziło się na chwilę jako pół-profesjonalny magazyn, wydany przez syna H.L. Golda, E.J. Golda: wtedy czasopismo pojawiało się raz na dwa miesiące.
W trakcie swojej największej popularności czasopismo wywarło ogromny wpływ na fantastykę naukową. Od początku był uważany za jeden z wiodących magazynów science fiction, a jego wpływ nie osłabł, aż do odejścia Phola w 1969. Gold wprowadził do niego wyrafinowaną, intelektualną subtelność, jak komentował do Pohl, który dodał, że po Galaxy było niemożliwym, aby pozostać naiwnym. Historyk zajmujący się fantastyką naukową, David Kyle, zgodził się, komentując, że spośród wszystkich redaktorów na i poza sceną powojenną, najbardziej wpływowym był bez wątpienia H.L. Gold. Kyle zasugerował, że nowy kierunek wyznaczony przez Golda doprowadził do eksperymentalnej Nowej Fali, definiującej ruch literatury fantastycznonaukowej w latach 60. XX wieku.